# Алфер'євка (археологія)
Алфер'євка Пензенського району — місцевість зосередження гурту археологічних пам'яток від бронзової доби до пізньої залізної доби. Алфер'євський археологічний комплекс був розташований в околицях села Алфер'євка Пензенського району Пензенської області за 22 км на південний схід від Пензи на лівому березі річки Сура.

## Алфер'євське поселення
Багатошарове Алфер'євське поселення відкрито та досліджено експедиціями Пензенського краєзнавчого музею під керівництвом М. Р. Полєсських у 1970 й 1972 роках. Розкопки були проведені до утворення у 1976 році Сурського водосховища.
Поселення відноситься до зрубної культури 1500—1000 роках до Р. Х.. На поселенні також зустрічається кераміка абашевської культури 1750—1250 років до Р. Х., поздняковської культури та культури текстильної кераміки 1100—900 років до Р. Х..
Значне місце в культурному шарі поселення займає матеріал ранньої залізної доби та пізнього середньовіччя: залізні знаряддя праці, кам'яні жорна, та гончарна кераміка тощо.

## Алфер'євський могильник
Алфер'євський могильник відкрито експедиціями Пензенського краєзнавчого музею під керівництвом М. Р. Полєсських у 1973 році.
Розкрито 6 поховань. Відноситься до 300—500 років, — періоду формування мордви-мокші.
Речовий інвентар представлено бронзовими скроневими дармовісками з двоконічними й двопірамідальними тягарцями, кільцевими застібками, гривнями, браслетами, гомінкими мережчатими дармовісками, нагрудними бляхами, залізними наконечниками стріл й списів. Зустрічається ліпна кераміка бурого кольору горшкоподібних форм.